# Brachymenium standleyi
Brachymenium standleyi är en bladmossart som beskrevs av Edwin Bunting Bartram 1928. Brachymenium standleyi ingår i släktet Brachymenium och familjen Bryaceae. Inga underarter finns listade i Catalogue of Life.